# Podaljšana tristrana kupola
| Podaljšana tristrana kupola | Podaljšana tristrana kupola                |
| --------------------------- | ------------------------------------------ |
|                             |                                            |
| Vrsta                       | Johnsonovo telo J17-J18-J19                |
| Stranske ploskve            | 1+3 trikotnikov 3.3 kvadratov 1 šestkotnik |
| Oglišča                     | 15                                         |
| Robovi                      | 27                                         |
| Konfiguracija oglišča       | 6(42.6) 3(3.4.3.4) 6(3.43)                 |
| Grupa simetrije             | C3v                                        |
| Dualni polieder             | -                                          |
| Lastnosti                   | konveksna                                  |
| mreža telesa                |                                            |

Podaljšana tristrana kupola je eno izmed  Johnsonovih teles (J18). Njeno ime nakazuje, da jo dobimo tako, da podaljšamo tristrano kupolo (J3) tako, da pritrdimo šeststrano prizmo na njeno osnovno ploskev.
V letu 1966 je Norman Johnson (rojen 1930) imenoval in opisal 92 Johnsonovih teles.

## Prostornina in površina
Naslednja izraza za prostornino (V) in površino (P) sta uporabna za vse vrste stranskih ploskev, ki so pravilne in imajo dolžino roba a 
{\displaystyle V=({\frac {1}{6}}(5{\sqrt {2}}+9{\sqrt {3}}))a^{3}\approx 3,77659...a^{3}}
{\displaystyle P=(9+{\frac {5{\sqrt {3}}}{2}})a^{2}\approx 13,3301...a^{2}}

## Dualni polieder
Dualno telo podaljšane tristrane kupole ima 15 stranskih ploskev: 6 enakokrakih trikotnikov, 3 rombi in 6 štirikotnikov.
| Dualno telo podaljšane tristrane kupole | Mreža dualnega telesa |
| --------------------------------------- | --------------------- |
|                                         |                       |